# Tomo Česen
Tomislav „Tomo“ Česen (* 5. listopadu 1959 Kranj) je slovinský horolezec a sportovní asistent komise sportovního lezení Slovinské horolezecké asociace.
V Alpách přelezl sólo v březnu 1986 tři těžké cesty v rekordním čase, sestupoval pěšky jen s přítelem na krátkovlnné vysílačce a přesunoval se autem. O rok později uskutečnil podobnou akci Francouz Christophe Profit s pomocí vrtulníku a za účasti novinářů.
Do roku 2016 byl Česen hlavním organizátorem posledního kola světového poháru v lezení na obtížnost, které se každoročně konalo ve sportovní hale Zlatopolj v Kranji.
Známý je především svými sólo výstupy v Alpách a Himálaji, kontroverzní byl především jeho výstup na Lhoce, ale i další sólové výstupy bez fotodokumentace. Heslo Tomo Česen není uvedené mezi světovými osobnostmi v rejstříku několika knih mapujících horolezectví. V závěru své knihy Život horolezce z roku 1991 o něm však Reinhold Messner tvrdí, že je „pro ekologii svého lezení, spolu s psycho-fyziologickou vyrovnaností a sebedůvěrou vycházející z vlastních schopností v současnosti nejlepším horolezcem na světě“.

## Výkony a ocenění
- březen 1986: tři rychlé výstupy v Alpách
- 1986: slovinské státní sportovní vyznamenání Bloudkova plaketa za horolezectví
- 1989: nejvyšší slovinské státní sportovní vyznamenání Bloudkova cena za horolezectví
- 1990: slovinský sportovec roku
- 2016: nejvyšší slovinské státní vyznamenání[3]

### Alpy
- 6.–7. března 1986: Severní stěna, Eiger, sólo za 12 hodin
- 9. března 1986: Rubáš, Grandes Jorasses, sólo za 4 hodiny
- 11.–12. března 1986: Severní stěna, Matterhorn, sólo za 10 hodin

### Velehory
- 1986: Česenův pilíř, K2, prvovýstup sólo do výšky 8 100 m n. m., kde se napojuje na klasickou cestu, dnes oblíbená a nejbezpečnější cesta na vrchol, cestou vylezli až na vrchol poprvé španělští horolezci v roce 1994
- 1989: severní stěna Jannu (7 710 m n. m.), Himálaj, Nepál, sólo prvovýstup, pro ekologii jeho výstupu jej Reinhold Messner prohlásil jako prvního za Sněžného lva
- 1990: Jugoslávská cesta jižní stěnou Lhoce (8 516 m n. m.), Himálaj, Nepál, sólo, 3 dny, výstup je dodnes zpochybňován